# Érsekcsanád
Érsekcsanád es un pueblo ubicado en el distrito de Baja, en el condado de Bács-Kiskun, Hungría.

## Superficie
Posee una superficie de 58,29 kilómetros cuadrados.

## Demografía
Hasta 2019 la población era de 2753 habitantes, con una densidad de población de 47,23 habitantes por kilómetro cuadrado.